# Good Taste Made Bad Taste
Good Taste Made Bad Taste is een Nieuw-Zeelandse documentaire uit 1988 over de plotselinge populariteit van de film Bad Taste. De film laat door middel van interviews en archiefmateriaal van achter de schermen zien hoe de film gemaakt is. Ze vertelt meer over de voorgeschiedenis van regisseur Peter Jackson. De film bevindt zich anno 2008 in het publiek domein.